# Haduwy di Herford
Haduwy, nota anche come Edvige (Hedwig), (810/811 – 887) fu badessa del monastero femminile di Herford da prima dell'858 alla morte.

## Biografia
Haduwy proveniva dall'influente stirpe nobile degli Esikonidi. Era figlia del conte Asig (Esiko) dell'Hessengau sassone, e quindi nipote del conte Ecberto e di santa Ida di Herzfeld. Suo fratello, il conte Cobbo il Giovane, succedette al padre Asig come conte nell'Hassegau sassone.
Dopo la morte del marito Amelung II, figlio del Billungo Bennid I e nipote del conte Cobbo il Vecchio, intorno all'849 e dei loro figli Amelung III e Bennid II, Haduwy fece una grande donazione all'abbazia di Corvey dai suoi possedimenti nelle sue immediate vicinanze nel Hessengau sassone per la salvezza dei defunti e poi entrò lei stessa nello stato clericale. Dopo la morte di sua zia Addila, la successe come badessa dell'abbazia di Herford.
Fu grazie al suo lavoro e a quello di suo fratello Cobbo che nell'860 le ossa di santa Pusinna furono trasferite dal suo eremo di Binson ("vicus bausionensis" vicino a Châlons-en-Champagne, vicino a Corbie) all'abbazia di Herford. Il monastero acquisì così una notevole importanza spirituale e più tardi gli fu dato il nome di "Santa Maria e Pusinna".